# لیندا وراس
لیندا وراس (ایتالیایی: Linda Veras؛ زادهٔ ۱۹۳۹) بازیگر مدل اهل ایتالیا است.
از فیلم‌ها یا برنامه‌های تلویزیونی که وی در آن نقش داشته‌است& می‌توان به تحقیر، ژنرال دلا روره و ساباتا اشاره کرد.